# Bosse-Nunatak
Der Bosse-Nunatak ist ein kleiner Nunatak im ostantarktischen Mac-Robertson-Land. Er ragt in einem Gebiet zerklüfteten Inlandeises 32 km westlich des Mount Izabelle in den Prince Charles Mountains auf.
Der Australier John Manning, Mitglied der Mannschaft zur Erkundung der Prince Charles Mountains im Rahmen der Australian National Antarctic Research Expeditions, war 1971 der Erste, der den Nunatak sichtete. Namensgeber ist Howard E. Bosse, Hubschrauberpilot bei der logistischen Unterstützung der Erkundungsmannschaft.